# Tyrannochthonius curazavius
Tyrannochthonius curazavius és una espècie d'aràcnid de l'ordre Pseudoscorpionida de la família Chthoniidae.
Es troba de forma endèmica a Curaçao.